# 사나다 주조
사나다 주조(일본어: 真田 重蔵, 1923년 5월 27일 ~ 1994년 5월 30일)는 일본의 전 프로 야구 선수이자 야구 지도자 및 야구 해설가·평론가이다. 1948년부터 1954년까지는 사나다 시게오(일본어: 真田 重男)라는 등록명을 사용했다.

## 인물

### 어린 시절 ~ 프로 입단 이후
친가는 와카야마 시내에서 과일 가게를 하던 가정으로 일곱 형제 중의 막내로 태어났다. 와카야마 시립 후키아게 소학교(현재의 후키아게 초등학교)에서 와카야마 고등 소학교를 거쳐 1938년 가이초 고등학교(현재의 와카야마 현립 고요 고등학교)에 입학하며 시마 세이이치의 3년 후배가 되었다. 2학년인 1939년에는 여름의 고시엔 대회에서 3루수·5번으로 출전해 줄무늬의 전설적인 쾌투로 대회를 제패했다. 시마가 졸업하자 투수로 전향해 메이지 대학의 OB인 감독 하세가와 노부요시의 엄격한 지도 아래 시마의 뒤를 이을 에이스로 성장해 1940년 대회에서 우승하며 모교의 2연패에 공헌, 전쟁 이전의 마지막 연패가 되었다. 1941년 여름의 고시엔 대회는 문부성의 지시로 중단되었으나 가을 메이지 진구 중등 야구 대회에서 우승하면서 가이초의 3연패를 이끌었다. 1942년 전국 중등 학교 야구 대회가 문부성의 주최로 열렸는데 '만 19세 미만'이라는 출전 규정이 붙었기 때문에 사나다는 출전할 수 없었다. 이후 가을 메이지 진구 중등 야구 대회에서 다시 우승을 거머쥐면서 4연패를 달성했다.
졸업 후인 1943년에는 아사히군에 입단했다. 이는 고등학교 시절의 활약에 주목했던 아사히의 오너 다무라 고마지로의 주선에 의한 것이었다. 동시에 니혼 대학 오사카 전문학교(현재의 긴키 대학)에 학적을 두었다. 그러나 이것이 학도로 간주되어 동년 가을 학도병으로 출전해 해군에 입대했다. 따라서 전쟁 이전의 실적은 1943년 시즌 뿐이었다.
해군에서는 항공대를 지원했으나 탈락하여 1944년 6월에 요코스카 통신 군단에 배속되었는데 이곳에서 시마와 재회하게 되었다. 9월에 시마와 사나다는 와카야마와 유라 항구의 기이 방비대에 배속되었으나 2달이 안 되어 사나다가 특수 잠항정 요원으로 이시카와현에 배속되어 종전을 맞이했다.
1946년에 다무라가 새롭게 설립한 퍼시픽에서 프로 야구 계에 복귀해 속구와 '겐가의 드롭'을 무기로 프랜차이즈 제도 시범 도입 첫 해인 1948년 9월 6일의 오사카 타이거스전에서 노히트 노런을 달성했는데 1949년까지 프랜차이즈 제도를 시범 도입한 뒤 1952년부터 프랜차이즈 제도가 본격적으로 시행됐다.

1950년에는 39승을 올리며 다승왕을 획득하면서 팀의 리그 우승에 공헌했으나 13구원승이 포함되어 있어 역대 센트럴리그 최다 선발승 기록은 1961년 곤도 히로시가 기록한 28선발승인데 이 기록은 1952년 프랜차이즈 제도 시행 후 NPB 최다 선발승 기록이기도 하다. 일본 시리즈에서는 3차전과 5차전에 등판해 3차전에서는 끝내기 승리를 거두었으나 5차전에는 반대로 9회에 팀의 실책으로 끝내기 패배를 당하면서 대조적인 모습을 보여주었다. 이후 실시된 최우수 선수 투표에서는 총 41표 중 7표를 받아 12표의 고즈루 마코토에게 밀려 MVP를 놓치게 되었다.
1951년에는 혹사로 인한 팔꿈치 부상으로 24경기 등판(7승 6패)에 그쳤다. 시즌이 끝난 후 오사카 타이거스로 이적했는데 다무라가 구단 경영에서 실적이 악화되자 다무라는 구단 내에서 입지를 잃었고 이적은 다무라가 모르는 곳으로 결정되었다.
1952년 5월 7일 히로시마 카프전에서 개인 통산 두 번째의 노히트 노런을 달성했다. 현역 말년에는 내야수로 출장했다. 1954년 7월 25일의 주니치 드래곤스(오사카 구장) 전에서는 팀이 3점을 뒤진 10회말 대타로 출장해 삼진을 당했으나 3스트라이크 째에서 파울 팁이 된 공을 포수가 낙구하자 감독인 마쓰키 겐지로와 후지무라 후미오의 격렬한 항의로 그라운드에 팬들이 난입하면서 결국 한신의 포기 경기가 되었다.
1956년의 후지무라 배척 사건에서 배척 파의 일원이었다. 12월 4일 구단에서 가네다 마사야스와 함께 "다음 시즌 계약 갱신을 한다"는 통보를 받았다. 구단 측은 12월 25일에 가네다를 복직시켰으나 사나다는 "힘이 쇠약해져 전력에 도움이 되지 않는다"라는 이유로 정책을 변경하지 않았고 사나다는 그대로 구단을 탈퇴했다. 사나다 본인은 후일 "(구단과의 중개를 맡았던 외부인으로부터)가네다도 돌아갈테니 너도 돌아오라는 말씀을 들었다. 하지만 그럴 기분이 아니었다"라고 밝혔다.
프로 통산 178승은 고시엔 대회와 프로 야구 계에서 모두 우승을 경험했던 선수 중에서는 2012년 시즌 종료 시점에서 최다 승리이다. 구와타 마스미가 이 기록까지 5승을 남겨두고 있었으나 2007년을 끝으로 미국으로 이적했다 은퇴를 하면서 그대로 남게 되었다.

### 은퇴 이후
은퇴 후에는 스포츠 닛폰의 비평가가 되었다. 1960년부터는 4월에 개국한 도카이 라디오 방송의 초대 프로 야구 해설자 등을 지낸 후 오사카 메이세이 가쿠인 중학교·고등학교의 야구부 감독을 맡아 1963년 여름 선수권 대회에서 우승했다. 이는 고시엔 우승 투수가 우승 감독이 된 첫 번째 사레이다.
1964년 프로 야구계에 복귀하면서 도쿄 오리온스의 코치로 취임했다. 이후 한큐 브레이브스와 긴테쓰 버펄로스에서 코치를 맡았다. 1979년 긴테쓰의 첫 우승 당시 코치로서 기여했으며 1990년 야구 명예의 전당에 입성했다.
말년에는 보이즈 리그 팀의 감독을 맡아 약소팀이었던 팀을 전국 대회에 출전시키는 수완을 보이기도 했다. 1994년 5월 30일 사망했다. 향년 71세.

## 1950년 MVP를 놓고
나카노 하루유키의 저서 "구단 소멸, 환상의 우승 팀 로빈스와 다무라 고마지로"에 따르면 1950년 시즌에 쇼치쿠의 오너인 다무라는 최우수 선수가 사나다일 것으로 믿고 사나다에게 "만약 MVP를 차지하게 된다면, 고즈루에게는 내가 상금을 지불하겠다"라고 말했다. 이것은 '사나다가 불쌍하니까'라는 염려에서 비롯된 것이었으나 사나다가 "만약 MVP를 고즈루가 차지하게 된다면 상금은 내가 받는 것인가?"라고 묻자 다무라는 "그렇게 될까"라고 대답했다. 이후 일본 시리즈에서 패배한 뒤 고즈루가 최우수 선수로 발표되자 사나다는 "최우수 선수가 되지 못하면 사장이 상금을 주겠다고 말했다"라고 팀의 동료들에게 이야기하고 다녔고, 이는 팀 내에서 파문을 일으켜 감독이었던 고니시 도쿠로에게 "일본 시리즈 중에 다무라로부터 돈을 받았다"라고 왜곡되어 전달되게 되었다.
이 건에 관해서는 고니시의 회상록인 "하고 싶은 질문"(실업지 일본사, 1957년)에서는 시리즈 전에 MVP가 고즈루로 정해져 다무라가 사나다에게 "그보다 더 이상을 해줄 것이다(돈을 주겠다)"라고 말한 것을 사나다가 다른 선수들에게 말한 것이라고 한다(책 166페이지). 또한 스즈키 류지는 회고록에서 "일본 시리즈 중(일본 시리즈 이전이라고 쓴 곳도 있음)에 고즈루가 MVP인 것으로 정해졌기 때문에 다무라가 사나다에게 돈을 전달했고, 이로 인해 팀이 와해되어 시리즈에서 패배했다"고 적고 있다. 그러나 실제로 최우수 선수가 발표된 것은 일본 시리즈가 종료된 후인 11월 30일로, 전후 관계에서 "일본 시리즈 전 또는 도중에 MVP가 정해졌기 때문에 다무라가 사나다에게 돈을 건네는 이야기를 했다(또는 결정했다)"는 말이 성립되지 않는다. 나카노의 책에는 이 두 저작도 참고 자료로 꼽고 있으며 그 위에 다른 설명을 하고 있다는 점에서 유의할 필요가 있다.

## 상세 정보

### 출신 학교
- 가이초 고등학교(현재의 와카야마 현립 고요 고등학교)
- 오사카 전문대학(현재의 긴키 대학)

### 선수 경력
- 아사히군·퍼시픽·타이요 로빈스·다이요 로빈스·쇼치쿠 로빈스(1943년. 1946년 ~ 1951년)
- 오사카 타이거스(1952년 ~ 1956년)

### 지도자·기타 경력
- 메이세이 고등학교
- 도쿄 오리온스 코치(1964년 ~ 1965년)
- 한큐 브레이브스 코치(1966년 ~ 1971년)
- 긴테쓰 버펄로스 코치(1978년 ~ 1981년)

### 수상·타이틀 경력

#### 타이틀
- 다승왕 : 1회(1950년)
- 최다 탈삼진 : 1회(1946년) ※당시는 타이틀이 아님

#### 수상
- 베스트 나인 : 2회(1948년, 1950년)
- 사와무라 에이지상 : 1회(1950년)
- 일본 야구 명예의 전당 헌액자(1990년)

### 개인 기록
- 노히트 노런 : 2회
  - 1948년 9월 6일, 대 오사카 타이거스 전, 한신 고시엔 구장
  - 1952년 5월 7일, 대 히로시마 카프 전, 한신 고시엔 구장
- 연속 20선발승 이상 : 3년 연속(1946년 22선발승, 1947년 21선발승, 1948년 23선발승)(최고 기록)

### 등번호
- 18(1943년, 1946년 ~ 1951년)
- 6(1952년 ~ 1953년)
- 5(1954년 ~ 1956년)
- 52(1964년 ~ 1965년)
- 51(1966년 ~ 1971년)
- 70(1978년 ~ 1981년)

### 등록명
- 真田 重蔵(1943년, 1946년 ~ 1948년 9월 25일, 1955년 ~ 1956년, 1964년 ~ 1971년, 1978년 ~ 1981년)
- 真田 重男(1948년 9월 26일 ~ 1954년)

### 연도별 투수 성적
| 연 도     | 소 속                              | 등 판 | 선 발 | 완 투 | 완 봉 | 무 4 구 | 승 리 | 패 전 | 세 이 브 | 홀 드 | 승 률 | 타 자 | 이 닝  | 피 안 타 | 피 홈 런 | 볼 넷 | 고 4 | 몸 맞 | 탈 삼 진 | 폭 투 | 보 크 | 실 점 | 자 책 점 | 평 자 책 | W H I P |
| --------- | ---------------------------------- | ----- | ----- | ----- | ----- | ------- | ----- | ----- | -------- | ----- | ----- | ----- | ------ | -------- | -------- | ----- | ---- | ----- | -------- | ----- | ----- | ----- | -------- | -------- | ------- |
| 1943년    | 아사히 퍼시픽 타이요 다이요 쇼치쿠 | 37    | 29    | 24    | 7     | 1       | 13    | 13    | --       | --    | .500  | 1147  | 278.0  | 196      | 2        | 135   | --   | 3     | 106      | 3     | 0     | 78    | 61       | 1.97     | 1.19    |
| 1946년    | 아사히 퍼시픽 타이요 다이요 쇼치쿠 | 63    | 49    | 43    | 4     | 1       | 25    | 26    | --       | --    | .490  | 1996  | 464.2  | 422      | 4        | 205   | --   | 9     | 200      | 10    | 0     | 202   | 163      | 3.15     | 1.35    |
| 1947년    | 아사히 퍼시픽 타이요 다이요 쇼치쿠 | 52    | 44    | 42    | 5     | 2       | 23    | 21    | --       | --    | .523  | 1720  | 424.0  | 343      | 9        | 156   | --   | 2     | 152      | 2     | 0     | 141   | 112      | 2.38     | 1.18    |
| 1948년    | 아사히 퍼시픽 타이요 다이요 쇼치쿠 | 58    | 42    | 34    | 9     | 6       | 25    | 19    | --       | --    | .568  | 1574  | 392.2  | 317      | 10       | 102   | --   | 2     | 172      | 3     | 0     | 116   | 97       | 2.22     | 1.07    |
| 1949년    | 아사히 퍼시픽 타이요 다이요 쇼치쿠 | 33    | 24    | 15    | 2     | 2       | 13    | 13    | --       | --    | .500  | 826   | 191.1  | 201      | 21       | 56    | --   | 1     | 87       | 1     | 1     | 107   | 88       | 4.13     | 1.34    |
| 1950년    | 아사히 퍼시픽 타이요 다이요 쇼치쿠 | 61    | 36    | 28    | 5     | 5       | 39    | 12    | --       | --    | .765  | 1583  | 395.2  | 340      | 39       | 81    | --   | 3     | 191      | 3     | 0     | 151   | 134      | 3.05     | 1.06    |
| 1951년    | 아사히 퍼시픽 타이요 다이요 쇼치쿠 | 24    | 12    | 1     | 1     | 0       | 7     | 6     | --       | --    | .538  | 418   | 94.2   | 110      | 15       | 25    | --   | 0     | 33       | 0     | 0     | 62    | 56       | 5.31     | 1.43    |
| 1952년    | 한신                               | 38    | 28    | 14    | 4     | 2       | 16    | 9     | --       | --    | .640  | 919   | 228.0  | 198      | 13       | 50    | --   | 4     | 80       | 0     | 0     | 71    | 50       | 1.97     | 1.09    |
| 1953년    | 한신                               | 22    | 19    | 7     | 1     | 0       | 8     | 6     | --       | --    | .571  | 516   | 128.1  | 124      | 6        | 21    | --   | 3     | 28       | 0     | 0     | 55    | 46       | 3.21     | 1.13    |
| 1954년    | 한신                               | 21    | 7     | 2     | 0     | 0       | 7     | 2     | --       | --    | .778  | 389   | 93.2   | 91       | 9        | 29    | --   | 1     | 26       | 1     | 0     | 39    | 36       | 3.45     | 1.28    |
| 1955년    | 한신                               | 7     | 6     | 1     | 1     | 1       | 2     | 1     | --       | --    | .667  | 111   | 26.0   | 29       | 2        | 9     | 2    | 1     | 8        | 0     | 0     | 14    | 11       | 3.81     | 1.46    |
| 통산:11년 | 통산:11년                          | 416   | 296   | 211   | 39    | 20      | 178   | 128   | --       | --    | .582  | 11199 | 2717.0 | 2371     | 130      | 869   | 2    | 29    | 1083     | 23    | 1     | 1036  | 854      | 2.83     | 1.19    |

- 굵은 글씨는 시즌 최고 성적, 붉은색 글씨는 일본 프로 야구 역대 최고 성적.
- 아사히(아사히군)는 1946년 퍼시픽(퍼시픽)이 된 후 1947년 타이요(타이요 로빈스)로 다시 명칭을 변경했다가 1948년 다이요(다이요 로빈스)를 거쳐 1950년 쇼치쿠(쇼치쿠 로빈스)로 구단명을 변경함.

### 연도별 타격 성적
| 연 도      | 소 속                              | 경 기 | 타 석 | 타 수 | 득 점 | 안 타 | 2 루 타 | 3 루 타 | 홈 런 | 루 타 | 타 점 | 도 루 | 도 루 자 | 희 생 번 | 희 생 플 | 볼 넷 | 고 4 | 사 구 | 삼 진 | 병 살 타 | 타 율 | 출 루 율 | 장 타 율 | O P S |
| ---------- | ---------------------------------- | ----- | ----- | ----- | ----- | ----- | ------- | ------- | ----- | ----- | ----- | ----- | -------- | -------- | -------- | ----- | ---- | ----- | ----- | -------- | ----- | -------- | -------- | ----- |
| 1943년     | 아사히 퍼시픽 타이요 다이요 쇼치쿠 | 42    | 115   | 104   | 4     | 23    | 0       | 2       | 0     | 27    | 6     | 2     | 0        | 3        | --       | 7     | --   | 1     | 8     | --       | .221  | .277     | .260     | .536  |
| 1946년     | 아사히 퍼시픽 타이요 다이요 쇼치쿠 | 63    | 188   | 177   | 20    | 42    | 5       | 3       | 1     | 56    | 16    | 0     | 0        | 0        | --       | 10    | --   | 1     | 9     | --       | .237  | .282     | .316     | .598  |
| 1947년     | 아사히 퍼시픽 타이요 다이요 쇼치쿠 | 55    | 173   | 166   | 15    | 39    | 3       | 3       | 2     | 54    | 17    | 2     | 1        | 2        | --       | 5     | --   | 0     | 9     | --       | .235  | .257     | .325     | .583  |
| 1948년     | 아사히 퍼시픽 타이요 다이요 쇼치쿠 | 66    | 166   | 155   | 17    | 32    | 6       | 1       | 1     | 43    | 13    | 3     | 0        | 5        | --       | 6     | --   | 0     | 11    | --       | .206  | .236     | .277     | .513  |
| 1949년     | 아사히 퍼시픽 타이요 다이요 쇼치쿠 | 52    | 105   | 96    | 14    | 27    | 4       | 2       | 2     | 41    | 13    | 0     | 0        | 1        | --       | 8     | --   | 0     | 6     | --       | .281  | .337     | .427     | .764  |
| 1950년     | 아사히 퍼시픽 타이요 다이요 쇼치쿠 | 73    | 197   | 172   | 28    | 54    | 13      | 2       | 2     | 77    | 36    | 2     | 0        | 3        | --       | 22    | --   | 0     | 19    | 3        | .314  | .392     | .448     | .839  |
| 1951년     | 아사히 퍼시픽 타이요 다이요 쇼치쿠 | 39    | 65    | 60    | 9     | 19    | 2       | 0       | 1     | 24    | 13    | 1     | 0        | 0        | --       | 5     | --   | 0     | 6     | 2        | .317  | .369     | .400     | .769  |
| 1952년     | 한신                               | 78    | 141   | 129   | 11    | 41    | 4       | 0       | 0     | 45    | 18    | 1     | 1        | 0        | --       | 12    | --   | 0     | 10    | 2        | .318  | .376     | .349     | .725  |
| 1953년     | 한신                               | 33    | 69    | 64    | 10    | 14    | 5       | 0       | 0     | 19    | 10    | 2     | 0        | 0        | --       | 5     | --   | 0     | 9     | 4        | .219  | .275     | .297     | .572  |
| 1954년     | 한신                               | 73    | 150   | 128   | 16    | 33    | 5       | 1       | 1     | 43    | 29    | 2     | 0        | 2        | 4        | 15    | --   | 1     | 17    | 3        | .258  | .340     | .336     | .676  |
| 1955년     | 한신                               | 16    | 19    | 19    | 2     | 5     | 1       | 0       | 0     | 6     | 1     | 0     | 0        | 0        | 0        | 0     | 0    | 0     | 4     | 1        | .263  | .263     | .316     | .579  |
| 1956년     | 한신                               | 77    | 128   | 116   | 8     | 24    | 3       | 0       | 2     | 33    | 10    | 0     | 0        | 0        | 2        | 10    | 1    | 0     | 30    | 2        | .207  | .270     | .284     | .554  |
| 통산：12년 | 통산：12년                         | 667   | 1516  | 1386  | 154   | 353   | 51      | 14      | 12    | 468   | 182   | 15    | 2        | 16       | 6        | 105   | 1    | 3     | 138   | 17       | .255  | .309     | .338     | .646  |

- 아사히(아사히군)는 1946년 퍼시픽(퍼시픽)이 된 후 1947년 타이요(타이요 로빈스)로 다시 명칭을 변경했다가 1948년 다이요(다이요 로빈스)를 거쳐 1950년 쇼치쿠(쇼치쿠 로빈스)로 구단명을 변경함.